# Alej u Pohledu
Památná alej u Pohledu je tvořena starými lípami a javory. Doprovází cesty tvořící okruh vedoucí z obce Pohled (okres Havlíčkův Brod) k poutnímu kostelu Svaté Anny a zpět.